# Oční kroužek

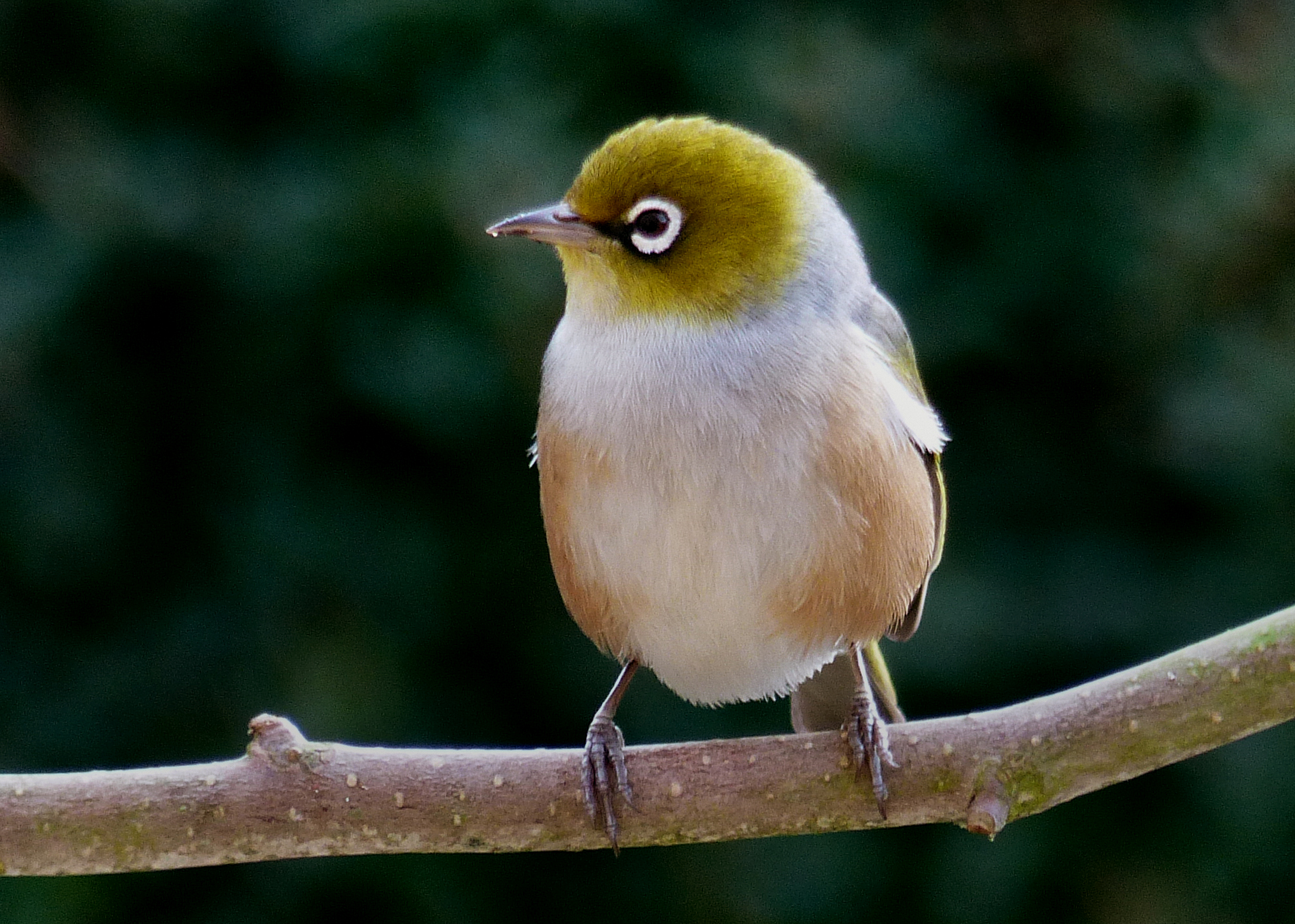
Kruhoočko australopacifické z čeledi kruhoočkovití patří k druhům s velmi nápadným očním kroužkem

Oční kroužek, též očnicový kroužek či oční okruží, je kruhovitá linka kolem očí ptáků, která může být opeřená (např. kruhoočkovití) nebo neopeřená (tzn. kroužek holé kůže, např. holubi). U některých ptáků se jedná o výrazný rozpoznávací znak. Kroužky mohou být různých barev i tlouštěk od velmi úzkého tenkého proužku s jednou řadou peříček, které jsou v terénu sotva viditelné, po široké dominantní kruhy. Někdy oční kroužek nemusí být po celé délce stejně zabarven, ale může být před a za okem tmavý, zatímco části nad a pod okem mají světlejší barvu, takže tvoří malé obloučky.
Oční kroužky patrně slouží k přenosu informace mezi jednotlivci. Mohou být např. nositelem informace o zdravotním stavu, resp. biologické zdatnosti jedince. Např. u orebice rudé bylo zjištěno, že její rudý zobák a rudý oční kroužek slouží jako indikátor tělesné zdatnosti. Zbarvení očního kroužku i zobáku je totiž způsobeno karotenoidovým přírodním barvivem, které si obratlovci neumí sami vyrobit a je potřeba ho získat skrze potravu. Vedle tělesné zdatnosti tak sytost zobáku a očního kroužku orebice vypovídá i o nedávném nabytí tělesné hmotnosti.

## Galerie

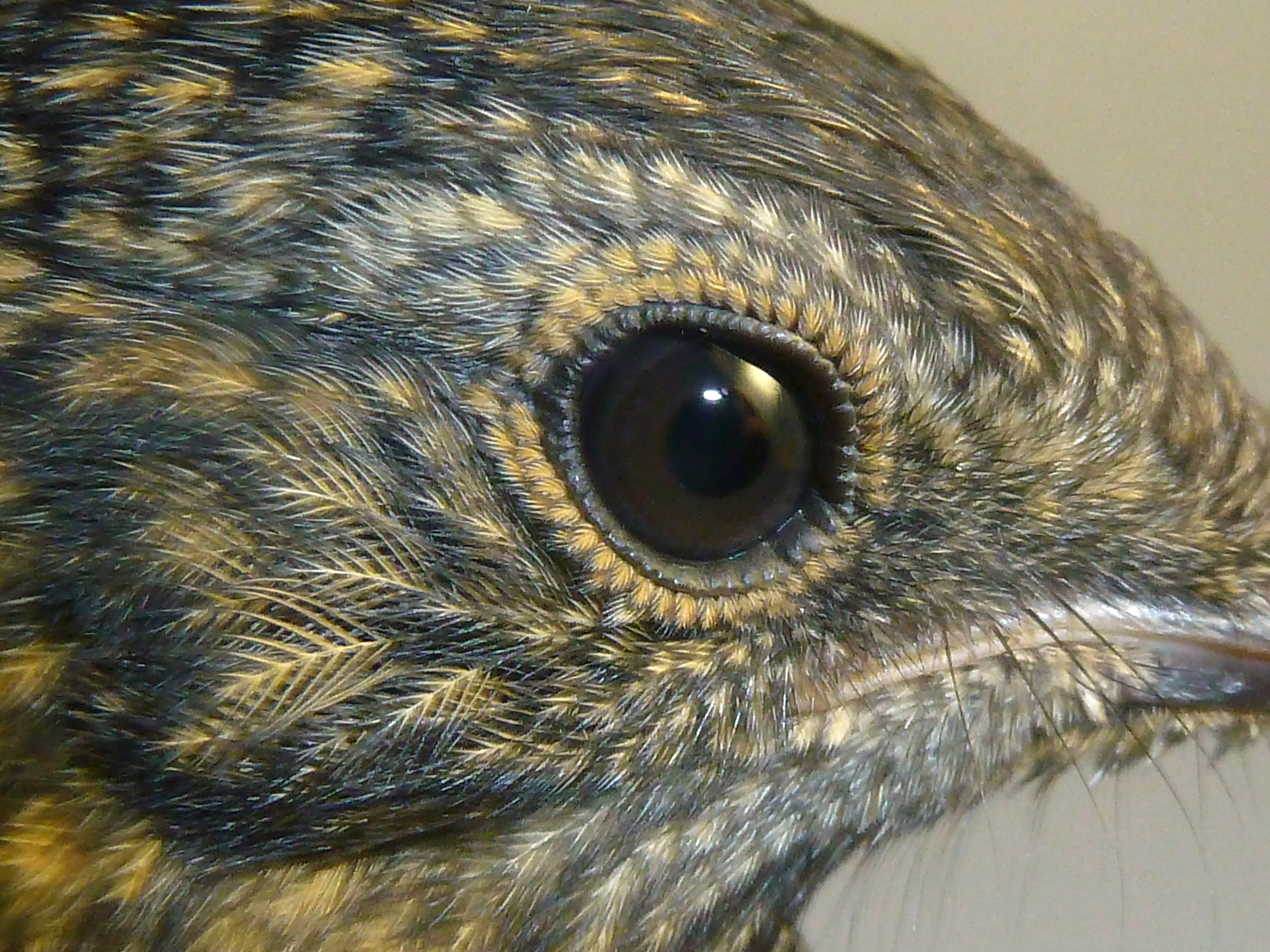
Drozdíci mají kolem očí dvojitý kroužek miniaturních peříček
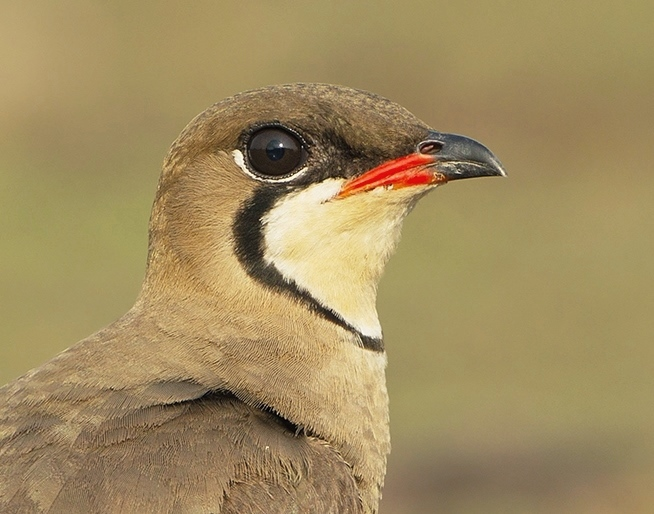
ouhorlík indomalajský s kompletním, avšak pouze částečně kontrastním očním kroužkem
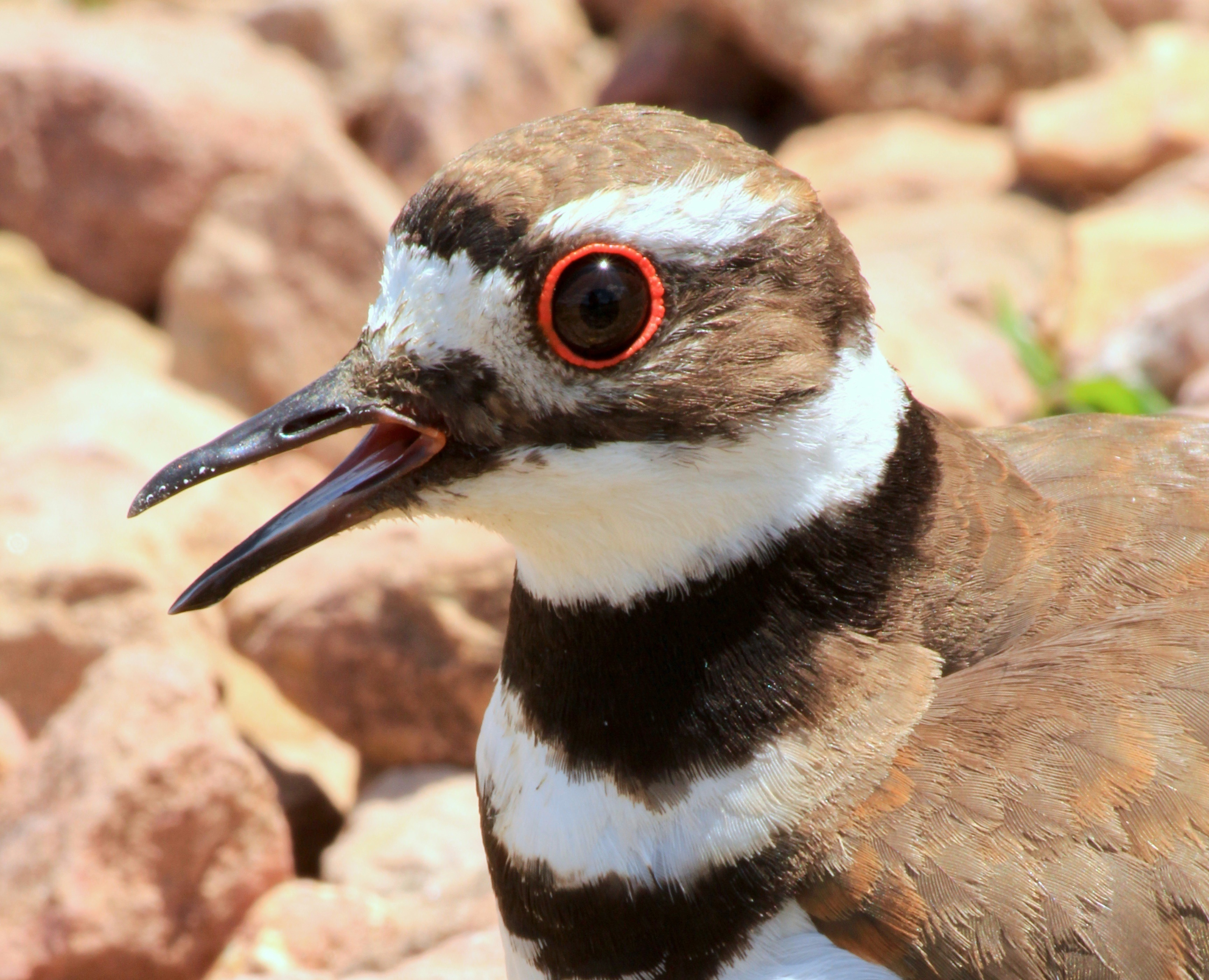
Výrazný červený oční kroužek u kulíka rezavoocasého
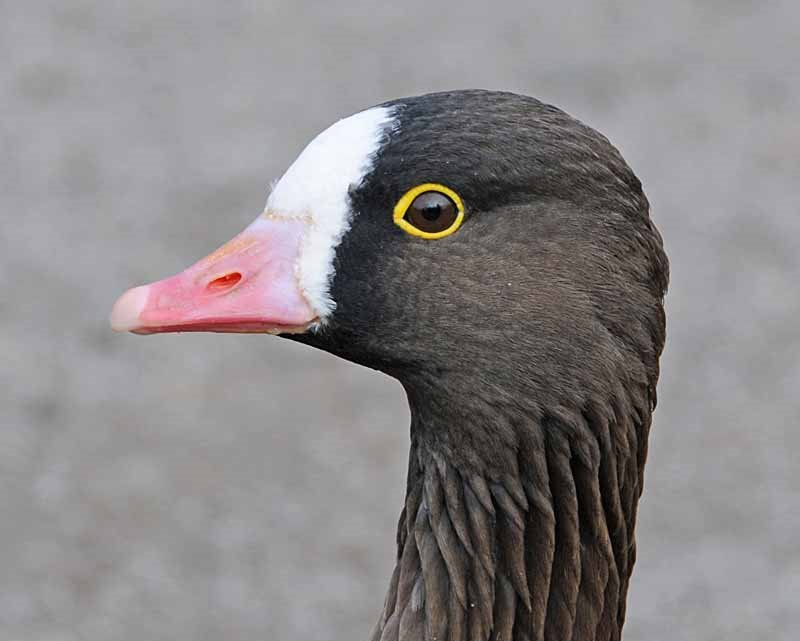
Sytě žlutý oční kroužek husy malé
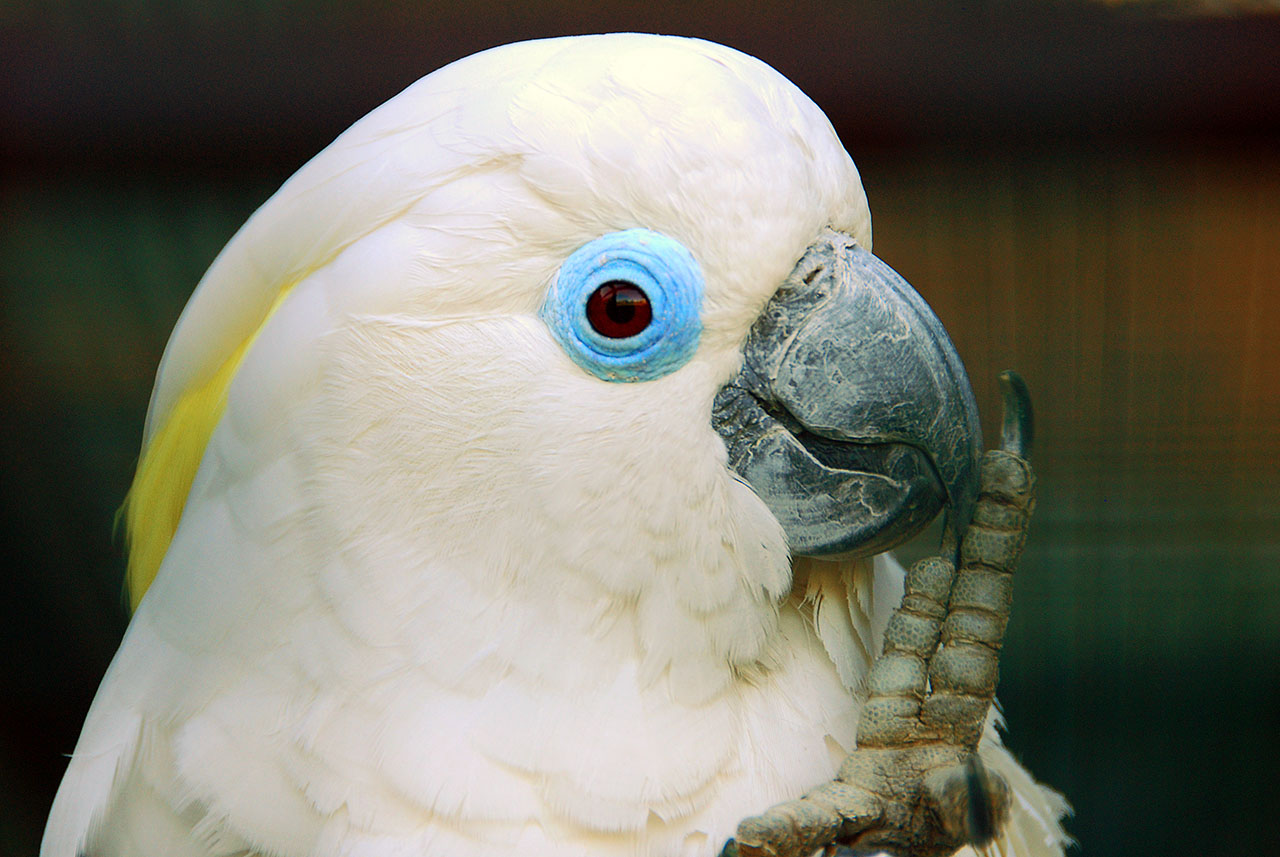
Kakadu brýlový má kolem očí nápadný modrý neopeřený oční kroužek
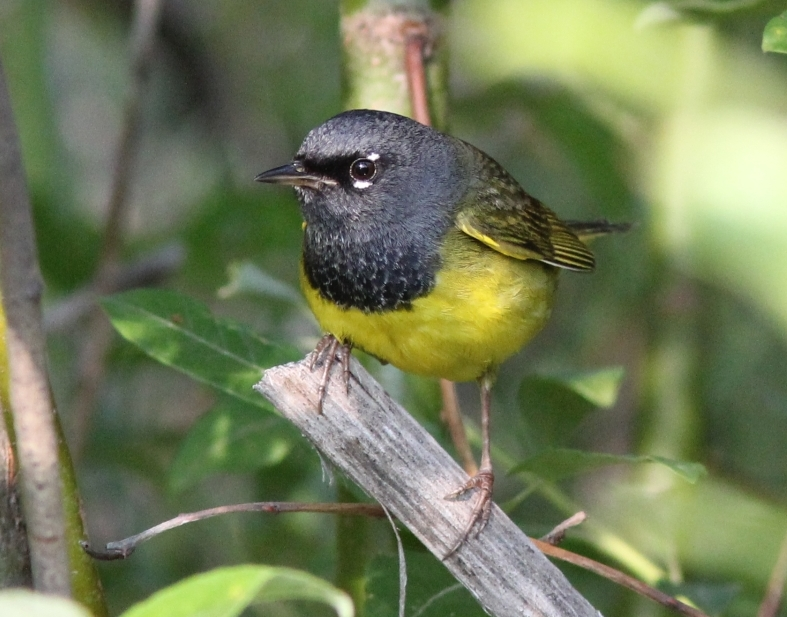
Světlé oční obloučky lesňáčka křovištního